# Elecciones municipales de Andahuaylas de 2010
Las elecciones municipales de Andahuaylas de 2010 se llevaron a cabo el 3 de octubre de 2010 para elegir al alcalde y al Concejo Provincial de Andahuaylas para el periodo 2011-2014. La elección se celebró simultáneamente con elecciones regionales y municipales (provinciales y distritales) en todo el Perú.

## Sistema electoral
La Municipalidad Provincial de Andahuaylas es el órgano administrativo y de gobierno de la provincia de Andahuaylas. Está compuesta por el alcalde y el Concejo Provincial.
La votación del alcalde y el concejo se realiza en base al sufragio universal, que comprende a todos los ciudadanos nacionales mayores de dieciocho años, empadronados y residentes en la provincia de Andahuaylas y en pleno goce de sus derechos políticos, así como a los ciudadanos no nacionales residentes y empadronados en la provincia de Andahuaylas.
El Concejo Provincial de Andahuaylas está compuesto por 11 regidores elegidos por sufragio directo para un período de cuatro (4) años, en forma conjunta con la elección del alcalde (quien lo preside). La votación es por lista cerrada y bloqueada. Se asigna a la lista ganadora los escaños según el método d'Hondt o la mitad más uno, lo que más le favorezca.

## Composición del Concejo Provincial de Andahuaylas
La siguiente tabla muestra la composición del Concejo Provincial de Andahuaylas antes de las elecciones.
| Partidos | Partidos                                    | Regidores |
| -------- | ------------------------------------------- | --------- |
|          | Frente Popular Llapanchik                   | 7         |
|          | Movimiento Macrorregional Todas las Sangres | 1         |
|          | Unión por el Perú                           | 1         |
|          | Movimiento Popular Kallpa                   | 1         |
|          | Partido Aprista Peruano                     | 1         |

## Partidos y candidatos
A continuación se muestra una lista de los principales partidos y alianzas electorales que participaron en las elecciones:
| Candidatura | Candidatura    | Partidos y alianzas                                                             | Candidatos | Candidatos               | Ideología                            | Resultado previo | Resultado previo | Ref. |
| Candidatura | Candidatura    | Partidos y alianzas                                                             | Candidatos | Candidatos               | Ideología                            | Votos (%)        | Reg.             | Ref. |
| ----------- | -------------- | ------------------------------------------------------------------------------- | ---------- | ------------------------ | ------------------------------------ | ---------------- | ---------------- | ---- |
|             | Llapanchik     | Lista - Frente Popular Llapanchik (Llapanchik)                                  |            | Abelardo Ccaccya Ccopa   | Regionalismo apurimeño               | 19.03%           | 7                |      |
|             | Kallpa         | Lista - Movimiento Popular Kallpa (Kallpa)                                      |            | Óscar Rojas Palomino     | Regionalismo apurimeño               | 12.84%           | 1                |      |
|             | APRA           | Lista - Partido Aprista Peruano (APRA)                                          |            | Rosa Suárez Aliaga       | Aprismo                              | 12.45%           | 1                |      |
|             | MINKA          | Lista - Movimiento de Integración Kechwa Apurímac (MINKA)                       |            | Abel Gutiérrez Buezo     | Regionalismo apurimeño               | 6.64%            | 0                |      |
|             | APU            | Lista - Movimiento Independiente Regional Apurímac Unido (APU)                  |            | Eugenio Allcca Díaz      | Regionalismo apurimeño               | Nuevo            | Nuevo            |      |
|             | PPA            | Lista - Poder Popular Andino (PPA)                                              |            | Braulio Lazo Rojas       | Regionalismo apurimeño               | Nuevo            | Nuevo            |      |
|             | Kaypi Progreso | Lista - Kaypi Progreso (Kaypi Progreso)                                         |            | Carlos Truyenque Cáceres | Regionalismo apurimeño               | Nuevo            | Nuevo            |      |
|             | MER            | Lista - Movimiento Etnocacerista Regional Ama Sua, Ama Llulla, Ama Quella (MER) |            | José Altamirano Rojas    | Regionalismo apurimeño Etnocacerismo | Nuevo            | Nuevo            |      |

## Resultados

### Sumario general
|                        |                                                                         |              |              |              |           |           |  |  |
| Partidos y coaliciones | Partidos y coaliciones                                                  | Voto popular | Voto popular | Voto popular | Regidores | Regidores |  |  |
| Partidos y coaliciones | Partidos y coaliciones                                                  | Votos        | %            | ±pp          | Total     | +/−       |  |  |
|                        | Movimiento Popular Kallpa (Kallpa)                                      | 15,577       | 27.88        | +15.04       | 7         | +6        |  |  |
|                        | Movimiento de Integración Kechwa Apurímac (MINKA)                       | 11,592       | 20.75        | +14.11       | 2         | +2        |  |  |
|                        | Partido Aprista Peruano (APRA)                                          | 7,876        | 14.10        | +1.65        | 1         | ±0        |  |  |
|                        | Movimiento Independiente Regional Apurímac Unido (APU)                  | 7,802        | 13.96        | Nuevo        | 1         | +1        |  |  |
|                        | Frente Popular Llapanchik (Llapanchik)                                  | 4,329        | 7.75         | –11.28       | 0         | –7        |  |  |
|                        | Poder Popular Andino (PPA)                                              | 4,280        | 7.66         | Nuevo        | 0         | ±0        |  |  |
|                        | Kaypi Progreso (Kaypi)                                                  | 2,370        | 4.24         | Nuevo        | 0         | ±0        |  |  |
|                        | Movimiento Etnocacerista Regional Ama Sua, Ama Llulla, Ama Quella (MER) | 2,048        | 3.67         | Nuevo        | 0         | ±0        |  |  |
|                        |                                                                         |              |              |              |           |           |  |  |
| Total                  | Total                                                                   | 55,874       |              |              | 11        | ±0        |  |  |
|                        |                                                                         |              |              |              |           |           |  |  |
| Votos válidos          | Votos válidos                                                           | 55,874       | 75.48        | –3.84        |           |           |  |  |
| Votos en blanco        | Votos en blanco                                                         | 11,184       | 15.11        | +2.41        |           |           |  |  |
| Votos nulos            | Votos nulos                                                             | 6,971        | 9.42         | +1.45        |           |           |  |  |
| Votos emitidos         | Votos emitidos                                                          | 74,029       | 83.01        | –2.77        |           |           |  |  |
| Abstenciones           | Abstenciones                                                            | 15,150       | 16.99        | +2.77        |           |           |  |  |
| Votantes registrados   | Votantes registrados                                                    | 89,179       |              |              |           |           |  |  |
|                        |                                                                         |              |              |              |           |           |  |  |
| Fuente:                |                                                                         |              |              |              |           |           |  |  |

## Elecciones municipales distritales

### Resultados por distrito
La siguiente tabla enumera el control de los distritos de la provincia de Andahuaylas. El cambio de mando de una organización política se resalta del color de ese partido.
| Distrito                   | Alcalde(sa) titular        | Partido político | Partido político           | Alcalde(sa) electo(a)    | Partido político | Partido político            |
| -------------------------- | -------------------------- | ---------------- | -------------------------- | ------------------------ | ---------------- | --------------------------- |
| Andarapa                   | Agapito Leguía Guzmán      |                  | Todas las Sangres          | José Borda Chipana       |                  | Integración Kechwa Apurímac |
| Chiara                     | Gabino Cartolin Altamirano |                  | Unión por el Perú          | Nicanor Yntusca Villa    |                  | Movimiento Popular Kallpa   |
| Huancarama                 | Carlos Cavero Contreras    |                  | Partido Aprista Peruano    | Pablo Sante Vega         |                  | Unión por el Perú           |
| Huancaray                  | Macedonio Mallcco Matute   |                  | Frente Popular Llapanchik  | Eugenio Quispe Pérez     |                  | Movimiento Popular Kallpa   |
| Huayana                    | Hermelinda Pareja Urpi     |                  | Partido Aprista Peruano    | Pedro Mayhuiri Pacasi    |                  | Integración Kechwa Apurímac |
| Kaquiabamba                | Rubén Vivanco Ccoicca      |                  | Frente Popular Llapanchik  | Rubén Vivanco Ccoicca    |                  | Frente Popular Llapanchik   |
| Kishuará                   | Ruben Hurtado Vera         |                  | Restauración Nacional      | Claudio Carrasco Leguía  |                  | Partido Aprista Peruano     |
| Pacobamba                  | Fredy Trocones Villcas     |                  | Frente Popular Democrático | Hercilio Ayquipa Hurtado |                  | Integración Kechwa Apurímac |
| Pacucha                    | Gerardo Guillén Junco      |                  | Movimiento Popular Kallpa  | Plácido Onzueta Benites  |                  | Movimiento Popular Kallpa   |
| Pampachiri                 | Wilfredo Chipana Fernández |                  | Sí Cumple                  | Fermín Osorio Huayhuas   |                  | Movimiento Popular Kallpa   |
| Pomacocha                  | Abelardo Ccaccya Ccopa     |                  | Frente Popular Llapanchik  | Bruno Utani Laupa        |                  | Movimiento Popular Kallpa   |
| San Antonio de Cachi       | Esteban Astuquillca Arcce  |                  | Movimiento Popular Kallpa  | Diógenes Gómez Orihuela  |                  | Todas las Sangres           |
| San Jerónimo               | Óscar Rojas Palomino       |                  | Unión por el Perú          | Marcelo Quispe Pérez     |                  | Apurímac Unido              |
| San Miguel de Chaccrapampa | Felix Vargas Loa           |                  | Frente Popular Llapanchik  | Walter Unton Durand      |                  | Frente Popular Llapanchik   |
| Santa María de Chicmo      | Herminio Ortiz Guizado     |                  | Todas las Sangres          | Alejandro Guizado Andía  |                  | Movimiento Popular Kallpa   |
| Talavera                   | Juan Reynoso Gutiérrez     |                  | Movimiento Popular Kallpa  | Juan Andía Peceros       |                  | Unión por el Perú           |
| Tumay Huaraca              | Rufino Taipe Huamaní       |                  | Unión por el Perú          | Honorato Ramírez Sotaya  |                  | Movimiento Popular Kallpa   |
| Turpo                      | Antonio Beltrán Sánchez    |                  | Frente Popular Llapanchik  | Amancio Chircca Rodas    |                  | Integración Kechwa Apurímac |